# Bugeat
Bugeat (Bujac auf Okzitanisch) ist eine französische Gemeinde mit 741 Einwohnern (Stand: 1. Januar 2022) im Département Corrèze in der Region Nouvelle-Aquitaine. Sie gehört zum Arrondissement Tulle und ist Mitglied im Gemeindeverband Communauté de communes Vézère-Monédières-Millesources. Die Bewohner werden Bugeacois und Bugeacoises genannt.

## Geografie
Die Gemeinde liegt im Zentralmassiv auf dem Plateau de Millevaches und somit auch im Regionalen Naturpark Millevaches en Limousin am linken Ufer der Vézère.
Tulle, die Präfektur des Départements, liegt ungefähr 50 Kilometer südwestlich, Égletons etwa 30 Kilometer südöstlich und Ussel rund 40 Kilometer südöstlich.
Nachbargemeinden von Bugeat sind Toy-Viam und Tarnac im Norden, Saint-Merd-les-Oussines im Nordosten, Pérols-sur-Vézère im Osten, Bonnefond im Südosten, Gourdon-Murat im Südwesten sowie Viam im Westen.
Der Lac de Viam liegt etwa fünf Kilometer westlich von Bugeat.

### Verkehr
Der Ort liegt ungefähr 30 Kilometer leicht nordwestlich der Abfahrt 22 der Autoroute A89.

## Wappen
Beschreibung: Unter rotem Schildhaupt, mit einer silbernen Tanne umgeben von zwei goldenen Bienen, zu 8 Plätzen geständert von Gold und Blau mittig aufliegend ein silbernes Malteserkreuz.

## Einwohnerentwicklung
| Jahr      | 1962 | 1968 | 1975 | 1982 | 1990 | 1999 | 2007 | 2016 |
| Einwohner | 931  | 1100 | 1108 | 1055 | 1063 | 996  | 926  | 816  |

## Sehenswürdigkeiten
- Die Kirche Saint-Pardoux, ein Sakralbau aus dem 15. Jahrhundert, ist seit dem 24. Februar 1917 in Teilen als Monument historique klassifiziert[2].
- Reste einer Gallorömischen Villa, seit 2015 als Monument historique eingeschrieben

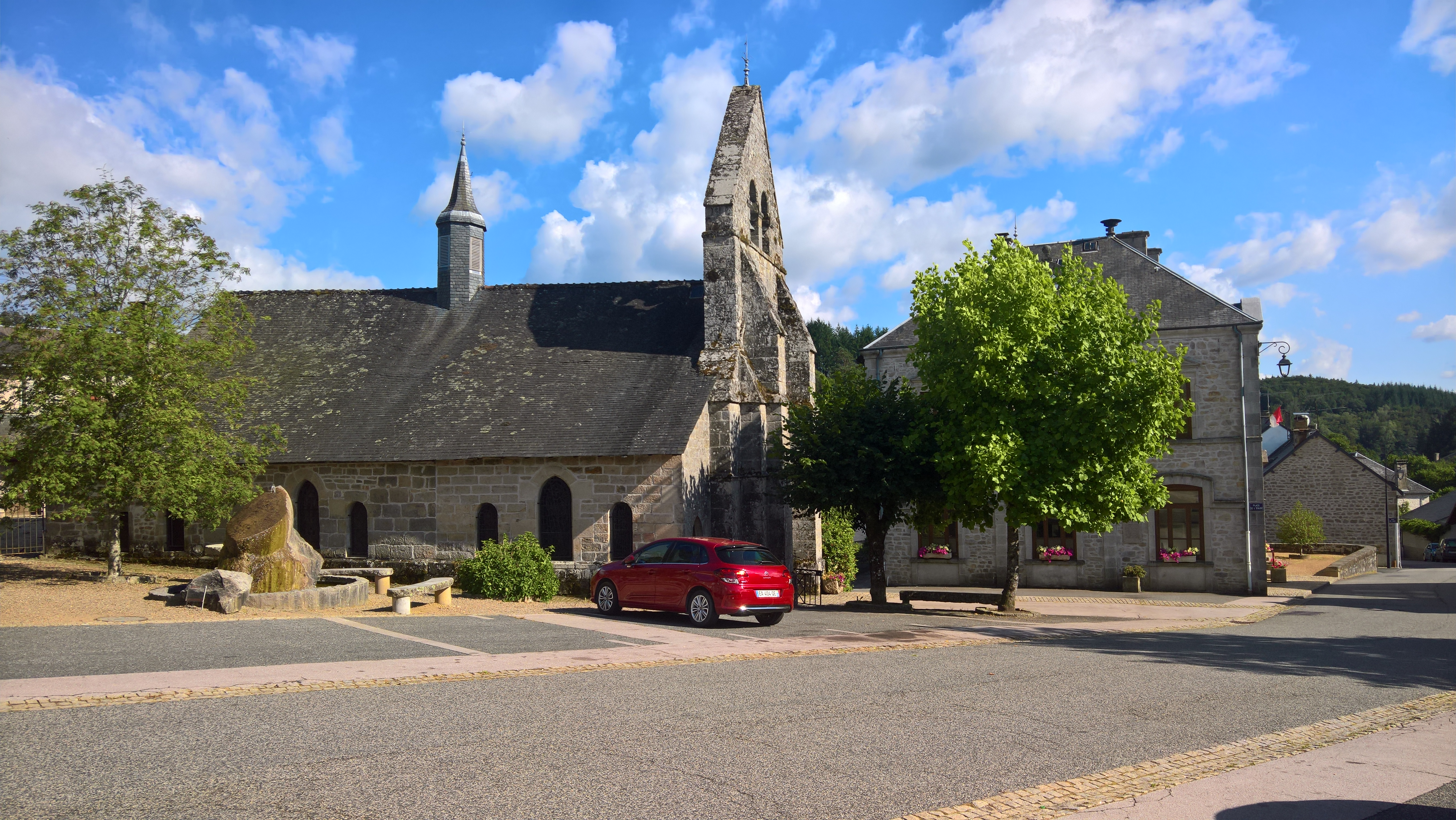
Kirche Saint-Pardoux
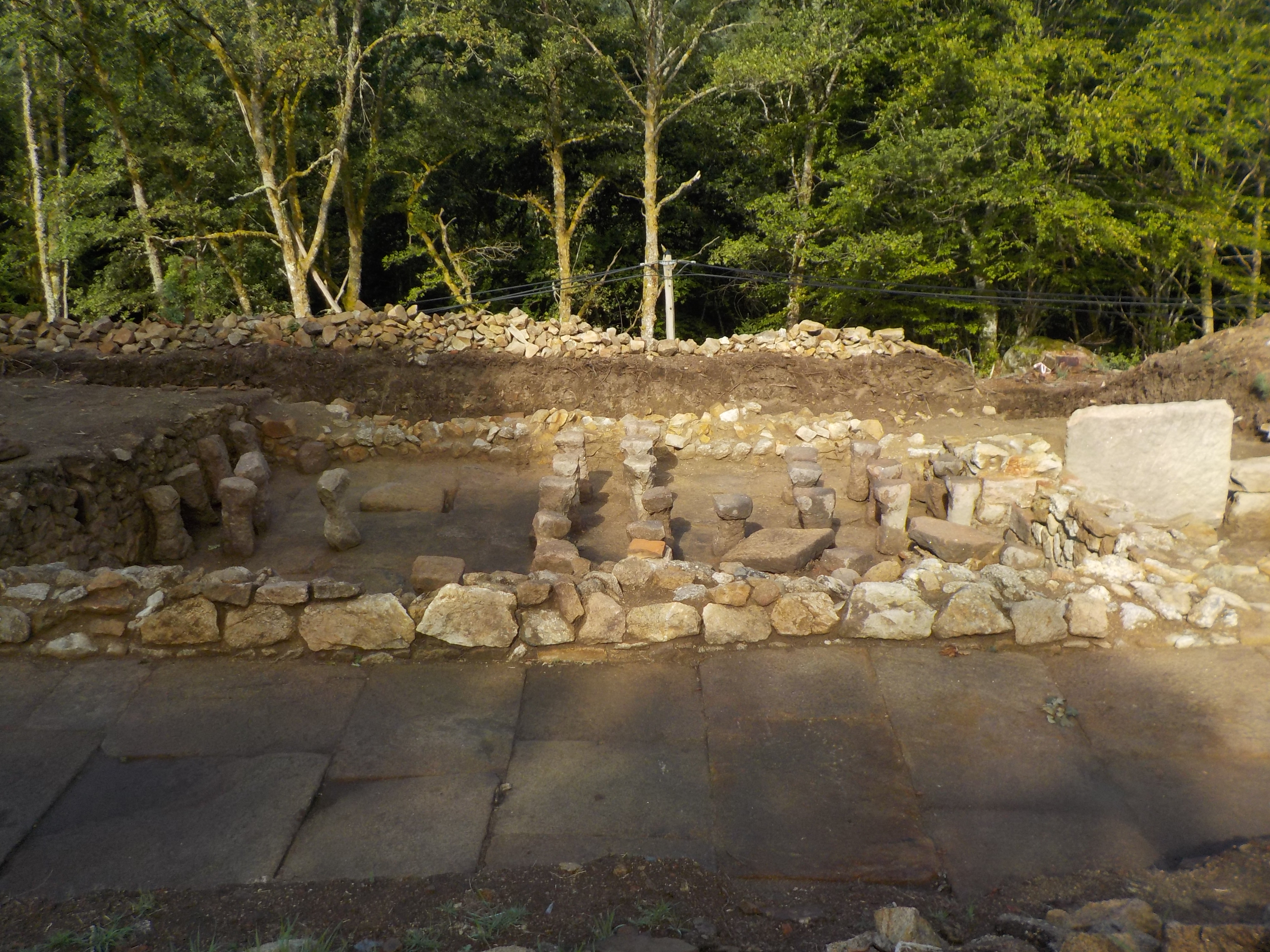
Gallorömische Villa